# Legislatura Florydy
Legislatura Florydy (ang. Florida Legislature) – dwuizbowy parlament, najwyższy organ przedstawicielski i zasadniczy organ władzy ustawodawczej stanu Floryda.
Legislatura składa się z Senatu oraz Izby Reprezentantów.
Senat składa się z 40 członków, zwykle wybieranych na cztery lata, przy czym w każdym okręgu wyborczym jedna kadencja na dwadzieścia lat jest dwuletnia. Zazwyczaj przy każdych wyborach odnawiana jest połowa składu Senatu, jednak raz na dziesięć lat organizowane są wybory do całej izby równocześnie.
Izba Reprezentantów liczy 120 członków i jest w całości wybierana co dwa lata. 
Wybory do obu izb odbywają się z zastosowaniem ordynacji większościowej i jednomandatowych okręgów wyborczych.
Obie izby obradują w gmachu Kapitolu Stanowego Florydy w Tallahassee.